# Ablerus aonidiellae
Ablerus aonidiellae är en stekelart som beskrevs av Hayat 1974. Ablerus aonidiellae ingår i släktet Ablerus och familjen växtlussteklar. Inga underarter finns listade i Catalogue of Life.